# Мартенс, Вильгельм
Вильгельм (Василий) Аронович Мартенс (31 декабря 1781, поселок в пойме р. Неман, под Тильзитом, Пруссия — 10 июня 1845, Гальбштадт, Таврическая Губерния, Российская империя)
 — землевладелец, меннонит.

## Биография
Родился в семье крестьянина-меннонита в области поймы на правом берегу Немана напротив современного Советска на территории современной Литвы. Отец привез семью в Россию в 1793 г., когда Вильгельму было 12 лет, и поселился в колонии Шенвизе (ныне часть г. Запорожье).
Около 1823 г. Вильгельм перебрался в Гальбштадт и вслед за Иоганном Корнисом занялся сбытом продуктов из немецких колоний по всему югу России. Прибыль вкладывал в покупку земли, на которой разводил тонкорунных овец. К 1840-м годам стал богатейшим немцем юга России. Доход Мартенса составлял до 100 тыс. рублей, а в его собственности к 1841 году было 33,7 тыс. га земли. Размер собственных и арендованных имений на момент кончины оценивался от 70 до 100 тыс. десятин.
Его дети и зятья основали несколько династий землевладельцев.